# Fédéralisme en Espagne
 (signalé en juillet 2025).
Si vous disposez d'ouvrages ou d'articles de référence ou si vous connaissez des sites web de qualité traitant du thème abordé ici, merci de compléter l'article en donnant les références utiles à sa vérifiabilité et en les liant à la section « Notes et références ».
- Archive Wikiwix
- Bing
- Cairn
- DuckDuckGo
- E. Universalis
- Gallica
- Google
- G. Books
- G. News
- G. Scholar
- Persée
- Qwant
- (zh) Baidu
- (ru) Yandex
- (wd) trouver des œuvres sur Wikidata

 (mars 2022).
Le fédéralisme en Espagne est introduit dans les années 1830, même s'il existe des précédents dans la dernière décennie du XVIIIe siècle. La seule tentative d'instaurer un État fédéral en Espagne se produit au cours de la Première République espagnole. Depuis cet échec, la pensée fédéraliste est un courant minoritaire. Pendant la Seconde République, puis au cours de la transition démocratique, un modèle intermédiaire entre fédéralisme et État unitaire est adopté, basé sur des communautés autonomes.

## Histoire
Le fédéralisme est parti des « anciens royaumes » médiévaux pour définir les États qui allaient former la République fédérale espagnole. Son grand théoricien est l'homme politique républicain catalan Francisco Pi y Margall, auteur de Las Nacionalidades, publié en 1877 peu après l'échec de l'expérience fédérale de la Première République espagnole, renversée en 1873. Comme le souligne Juan Francisco Fuentes, les fédéralistes ont raisonné à l’inverse des Français et des modérés qui « ont fait de l’État la pierre angulaire de leur projet modernisateur, au détriment de la nation souveraine », car ils considéraient que « la nation n’atteindrait la plénitude de son existence que si l’État unitaire et centraliste — impôts, conscription, forces de l’ordre, bureaucratie, monarchie — était opportunément supprimé », proposant ainsi une « sorte de nation sans État ».